# الساندرو دال کانتو
الساندرو دال کانتو (انگلیسی: Alessandro Dal Canto؛ زادهٔ ۱۰ مارس ۱۹۷۵) بازیکن فوتبال اهل ایتالیا است.
از باشگاه‌هایی که در آن بازی کرده‌است می‌توان به باشگاه فوتبال پروجا، باشگاه فوتبال تورینو، باشگاه فوتبال یوونتوس، باشگاه فوتبال بولونیا، باشگاه فوتبال ونتزیا، باشگاه فوتبال الیستا، و باشگاه فوتبال ویچنزا اشاره کرد.